# دايمونيك
الدايمونيك هي كلمة تستخدم في علم النفس، وعادةً ما تعني فكرة الدايموني عددًا قليلاً من الأشياء، تبدأ من ملائمة ديمون والشيطان، إلى أن تكون مدعوماً بقوة روحية أو جنيوس ومُلهم، كمصطلح نفسي فقد أصبح يمثل قوة عنصرية تحتوي على دافع لا يمكن كبته نحو التفرد، وكمصطلح أدبي يمكن أن يعني أيضاً الاضطرابات الديناميكية الموجودة فينا جميعاً والتي تجبرنا على الدخول في المجهول، مما يؤدي إلى تدمير الذات أو اكتشافها.

## علم أصول الكلمات
هو مصطلح مشتق من اليونانية، وتعني إلهٌ أصغر، أو روح إرشادية، أو إله الوصاية، ويُعتقد أن كلمة "دايمون" نفسها مشتقة من "دايوماي"، بمعنى التقسيم أو التمزق" حددت ماري لويز فون فرانز مصطلح "دايوماي"، وتشير إلى أن استخدامه يتم تحديداً عندما يدرك شخص ما حدثاً ينسبه إلى تأثير الوجود الإلهي، من بين الأمثلة التي قدمتها فرانز من الإسناد إلى "دايمون"، وقوع الحصان في حالة ذهول أو اندهاش.

## تاريخ الاستخدام
بالنسبة إلى حضارة حضارة مينوسية (1100-3000 قبل الميلاد) ويونان الميوكيانية (1100-1500 قبل الميلاد)، كان يُنظر إلى «الشياطين» على أنها مرافقين أو خدم للآلهة، ولديها قوة روحية، في وقت لاحق أُستخدم المصطلح «دايمون» من قبل كتّاب مثل هوميروس (القرن الثامن قبل الميلاد)، هسيودوس، وأفلاطون كمرادف للثيوس، أو الإله، يقترح بعض العلماء مثل فان دير ليو التمييز بين المصطلحات: أشار أن ثيوس كانت تجسيداً للإله (مثل: زيوس)، ويُشير دايمون إلى شيء غير محدد، وغير مرئي، وغير مألوف، وغير معروف.
خلال الفترة التي كان فيها هوميروس على قيد الحياة اعتقد الناس أن الأمراض سببها وعلاجها بسبب «الدايمون».

كتب هيرقليطس أوف أفسس، المولود قرابة 540 عاماً قبل الميلاد،
هذه الجملة: إيثوس أنثروبوي دايمون - ديلز فراغمنت 119 (اغامبن وهيلير-روزن عام 1999)
والتي تُترجم على أنها للإنسان (انثروبي) شخصية (اثيوس)، والتي تعني أن في كل إنسان توجد شخصية الشيطان، أو أحياناً تكون شخصية الشخص هي قدره، واختلاف شخصية الأفراد هو مصيرهم (بمعنى أن شخصية الرجال هي مصيرهم).
يذكر إسخيلوس مصطلح دايمون في مسرحيته أجيممنون، التي كتبت خلال 458 قبل الميلاد.
اعتقد سقراط أن الشياطين هم آلهة أو أبناء الآلهة.
استخدم الفيلسوف اليوناني السابق لسقراط أمبادوقليس (القرن الخامس قبل الميلاد) مصطلح الدايمونيك في وصف النفس أو الروح، وبالمثل اقترح أولئك مثل فلوطرخس (القرن الأول الميلادي) وجهة نظر للدايمون باعتباره ظاهرة عقلية غير متبلورة، ومناسبة للبشر للتواصل مع قوة روحية عظيمة، كتب فلوطرخس «أنها شخصية سقراط».
كما أُعتبر التصور المبكر لما قبل المسيحية عن الشيطان والدايمون أنها غامضة وليست شراً حصرياً، ولكن بينما قد يُنظر إلى الشياطين في البداية على أنها جيدة وشريرة، بناءة ومدمرة، تُركت لكل رجل ليرتبط بها، جاء المصطلح في النهاية ليجسد دلالة شريرة بحتة مع احتمال أن يكون سقراط من أوائل من روج لهذا الاستخدام العامي.

## في علم النفس
يشير الدايمونيك إلى دافع بشري طبيعي داخل كل شخص لإثبات الذات، وتأكيدها، وتأييدها، ونموها إلى الكمال، إذا خضعت كل نفس لعملية فردية وتطور لا إرادي وطبيعي نحو النضج الفردي والانسجام مع الطبيعة البشرية الجماعية فإن محركها هو الدايمونيك، وهي القوة التي تسعى للتغلب على عقبات التنمية، مهما كانت التكلفة لكل من المرشد والوصي، كتب رولو ماي أن الشيطان هو أي وظيفة طبيعية لديها القدرة على السيطرة على الشخص بأكمله... يمكن أن يكون الشيطان إما مبدعاً أو مدمراً، ولكنه عادة كلاهما... من الواضح أن الشيطان ليس كياناً، ولكنه يشير إلى وظيفة أساسية نموذجية للتجربة الإنسانية الحقيقة الوجودية، يُنظر إلى الشيطان على أنه قوة طبيعية أساسية غير متمايزة ومبنية للمجهول، والتي تنشأ من أساس الوجود وليس الذات بحد ذاتها.
يمكن أن تكون مطالب القوة الشريرة على الفرد غير تقليدية ومخيفة وساحقة، من خلال التزامها بحماية النضج الكامل للفرد وتوحيد القوى المتعارضة داخل الذات، يمكن أن يأتي الدافع الداخلي على شكل رحلة مفاجئة (إما مقصودة أو مصادفة)، أو مرض نفسي، أو ببساطة شخص مصاب بمرض عصبي وغير طبيعي (مركز السلوك)، يكتب كارول يونغ: «إن الشيطان يرمي بنا إلى الأسفل، ويجعلنا خونة لمثلنا، ومعتقداتنا العزيزة، وخونة للذات التي اعتقدنا أننا كنا عليها»، في النهاية إنها إرادة الإنسان لتحقيق إنسانيته، ولكن بما أن أجزاء من إنسانيته غير مقبولة ومتبرأ منها، وغالباً ما تُقاوم مطالبها، لا عجب أن وليام بتلر ييتس وصفها بأنها إرادة أخرى، يمكن اعتبار المواجهة مع الشيطان مشابهة لـعمل الشبح.
يتصور عالم النفس رولو ماي أن الشيطان هو القوة الأساسية للطبيعة التي تحتوي على كل من الإمكانات البناءة والمدمرة، ولكنها في النهاية تسعى إلى تعزيز كمالية الذات، قدم ماي الدايمونيك إلى علم النفس كمفهوم مصمم لمنافسة مصطلحي «الشيطان» و«الشيطاني». لقد أُعتقد أن مصطلح شيطاني غير مرضٍ بسبب الميول والرغبة المتجذرة في الأساطير اليهودية والمسيحية؛ لإظهار القوة خارج الذات وعلى الشياطين والشيطاني، يشبه دايمونيك أيضاً ظل كارل يونغ، ولكن يُنظر إليه على أنه أقل تمايزًا، تتمثل إحدى نقاط الضعف في العقيدة الجونغية وذلك من خلال اعتقادهم أن للظل في إغراء إسقاط الشر على هذه «الشخصية المنشقة» المستقلة نسبياً وبالتالي تفتيت الفرد بلا داع وتجنب الحرية والمسؤولية، أخيراً، بالمقارنة مع غريزة موت فرويد (ثاناتوس)، يُنظر إلى الدايموني على أنه أقل من جانب واحد.
بينما تشبه العديد من المصطلحات النفسية الأخرى، توجد اختلافات جديرة بالملاحظة. غالبًا ما يتم الخلط بين الدايمونيك ومصطلح ديمونيك «الشيطاني» بشكل غير صحيح.

## في الأدب

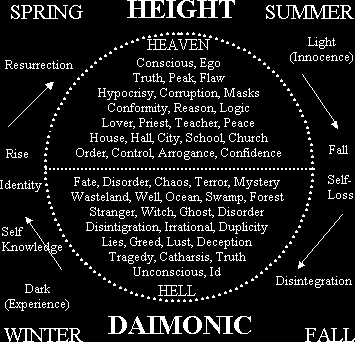
الخيوط المشتركة لمفهوم الشيطان

الرحلة من البراءة إلى التجربة ليست فكرة نشأت مع هذا المصطلح، بالأحرى رحلة البطل موضوع أقدم من الأدب نفسه، لكن الشيطان أصبح لاحقًا محور الحركة الرومانسية الإنجليزية في القرنين الثامن عشر والتاسع عشر.
في الرسم التخطيطي، يتم تحديد الخيوط المشتركة لمفهوم ديمونيك، عادةً ما تتمحور حكاية ديمونيك حول شخصية متوحدة، الشخصية المركزية للقصة، والتي يتم تقديمها عادةً بالبراءة والثروة والغطرسة في كثير من الأحيان، لكن تحت أقنعة السيطرة والنظام يكمن فساد ورغبة غير واعية في التفكك، وهي إحدى الوقائع، سواء كان خارجيًا أو داخليًا، يقود الشخصية نحو نوع من العزلة حيث يُجبر على مواجهة «الدايمون».
السقوط أو النزول (من الغطرسة) إلى العالم الحزين حيث يلتقي الضوء والظلام عادة ما يكون دراميًا للغاية وغالبًا ما يعذب البطل والجمهور على حد سواء، ويأتي بأشكال لا تعد ولا تحصى، في الأعماق يكتشف في النهاية مصيره ومأساته (تطهير العواطف/الذات)، وفي الذروة النهائية إما أن ينكسر أو يدفع نحو الولادة الجديدة ومعرفة الذات، إن مجد ديمونيك هو القيامة المتواضعة، على الرغم من أنها تدعي أكثر مما تحرره لأن العديد من الرجال الحمقى ينجذبون إلى فراغه لعدم العودة أبداً، كما كتب شتيفان ستفايغ، البطل فريد من نوعه لأنه «يصبح سيد الدايمون بدلاً من عبودية الشيطان»، لقد كان دايمونيك ولا يزال مصدراً رائعاً للإبداع والإلهام والجاذبية في جميع أشكال الفن.